# دیتر موبیوس
دیتر موبیوس (انگلیسی: Dieter Moebius؛ ۱۶ ژانویهٔ ۱۹۴۴ – ۲۰ ژوئیهٔ ۲۰۱۵) یک موسیقی‌دان اهل سوئیس بود. وی بین سال‌های ۱۹۶۹ تا ۲۰۱۵ میلادی فعالیت می‌کرد.